# 루스티켈로 다 피사
루스티켈로 다 피사(이탈리아어: Rustichello da Pisa)는 13세기 및 14세기 피사 공화국 시대의 르네상스 낭만주의 성향의 시인 겸 전기 문학 작가였다.
그는 중세 유럽 13세기 및 14세기 이탈리아 피사 공화국 시대 시문학가이자 로마 가톨릭 신자 및 로망스 전기 문학 작가였는데, 그는 흔히 루스티치아노(이탈리아어: Rusticiano)라고도 불리었다.
일찍이 1270년을 전후하여 시인으로 첫 입문하였으며 아라비아 반도 및 예루살렘 횡단을 하기도 하였고 1280년을 전후하여 로망스 전기 문학가로도 입문한 그는 1293년 전쟁 포로 수감 시절 동료 수감자 마르코 폴로(Marco Polo)의 일방성 구술 발언을 기록으로 집필하여, 1298년 《동방견문록》 대필에 사실상 기여한 이로도 잘 알려져 있다.